# Specie di Eupatorium
Elenco delle specie di Eupatorium (le specie della flora spontanea italiana sono contrassegnate con il nome comune in caratteri grassetti):

## A
- Eupatorium adspersum Klatt, 1856
- Eupatorium agrigaudium Cabrera, 1989
- Eupatorium album L., 1767
- Eupatorium altissimum L., 1753
- Eupatorium amabile Kitam.
- Eupatorium amambayense Cabrera, 1993
- Eupatorium angustilobum C. Shih, S.Y.Jin & S.R.Chen, 2000
- Eupatorium anomalum Nash, 1896
- Eupatorium areniscophilum Cabrera, 1993
- Eupatorium argentinum Ariza, 1980
- Eupatorium asperrimum Sch.Bip. ex Baker

## B
- Eupatorium bellataefolium Kunth
- Eupatorium benguetense C.B.Rob., 1908
- Eupatorium boyacense B.L.Rob., 1934
- Eupatorium buchii Urb., 1921
- Eupatorium bullulatum Urb. & Ekman, 1931
- Eupatorium burchellii Baker, 1876

## C

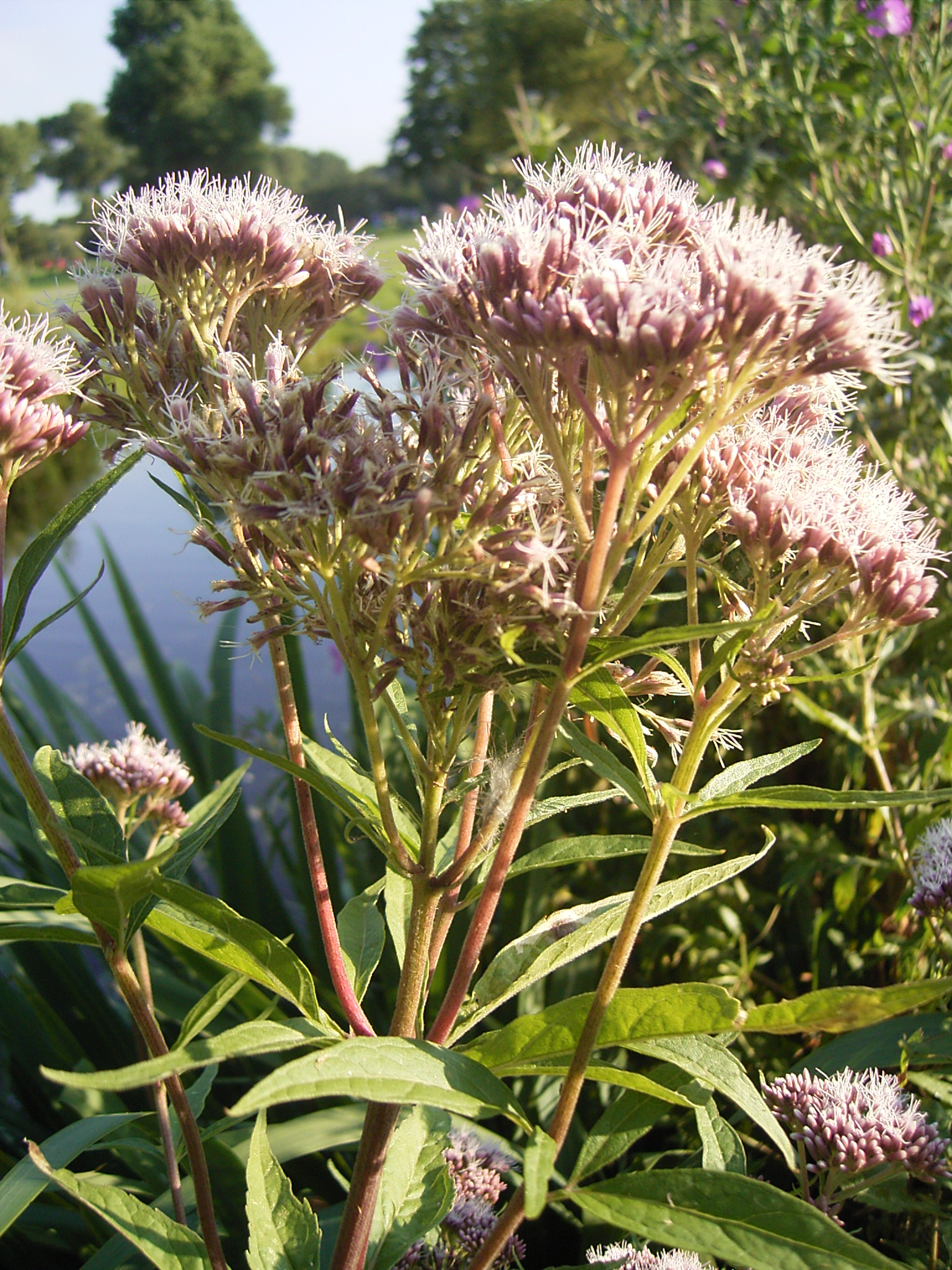
Eupatorium cannabinum

- Eupatorium camiguinense Merr., 1912
- Eupatorium cannabinum L., 1753 - Canapa acquatica
- Eupatorium capillifolium (Lam.) Small ex Porter & Britton, 1894
- Eupatorium charpinii Cabrera, 1993
- Eupatorium chinense L., 1753
- Eupatorium clibadioides Baker, 1895
- Eupatorium compositifolium Walter, 1788
- Eupatorium compressum Gardner, 1846
- Eupatorium concinnum DC., 1835
- Eupatorium contortum C.D.Adams, 1971
- Eupatorium cordifolium Sw., 1788
- Eupatorium cordigerum (Fernald) Fernald, 1945
- Eupatorium crenifolium Hand.-Mazz., 1939
- Eupatorium cuneifolium Willd., 1803
- Eupatorium cyrilli-nelsonii Ant.Molina, 1978

## D

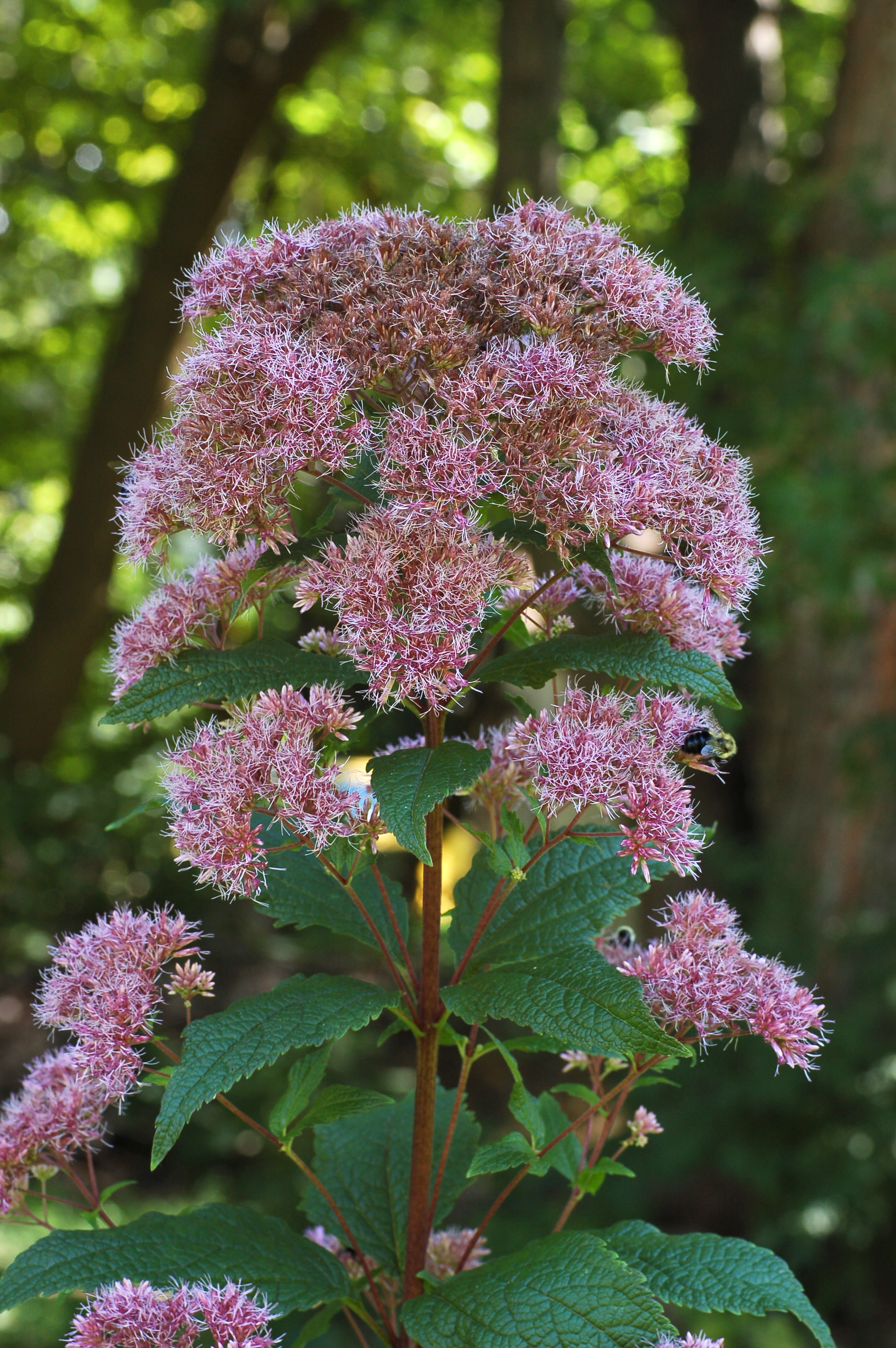
Eupatorium dubium

- Eupatorium doichangense H.Koyama, 2002
- Eupatorium dolichopus Urb., 1921
- Eupatorium dubium Sessé & Moc., 1894
- Eupatorium dubium Willd. ex Poiret, 1812
- Eupatorium dumosum Sch.Bip., 1865

## F

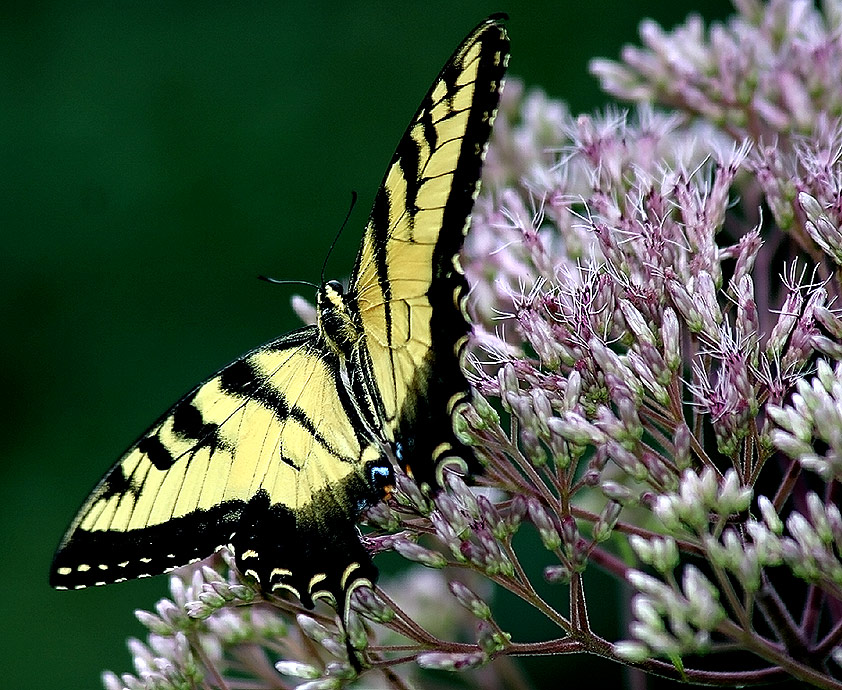
Eupatorium fistulosum

- Eupatorium fistulosum J. Barratt, 1841
- Eupatorium formosanum Hayata, 1908
- Eupatorium fortunei Turcz., 1851

## G
- Eupatorium gnaphalioides Cabrera, 1993
- Eupatorium godfreyanum Cronquist, 1985
- Eupatorium griseum J.M.Coult., 1895

## H
- Eupatorium hebes H.Rob., 1925
- Eupatorium hecatanthum (DC.) Baker, 1876
- Eupatorium hieronymi S.E.Freire, 2007
- Eupatorium hualienense C.H.Ou, S.W.Chung & C.I Peng, 1998
- Eupatorium hyssopifolium L., 1753

## I
- Eupatorium incisum Rich., 1792
- Eupatorium inulifolium Kunth, 1820
- Eupatorium ixiocladon Benth., 1853

## J
- Eupatorium jacquemontii Urb., 1921

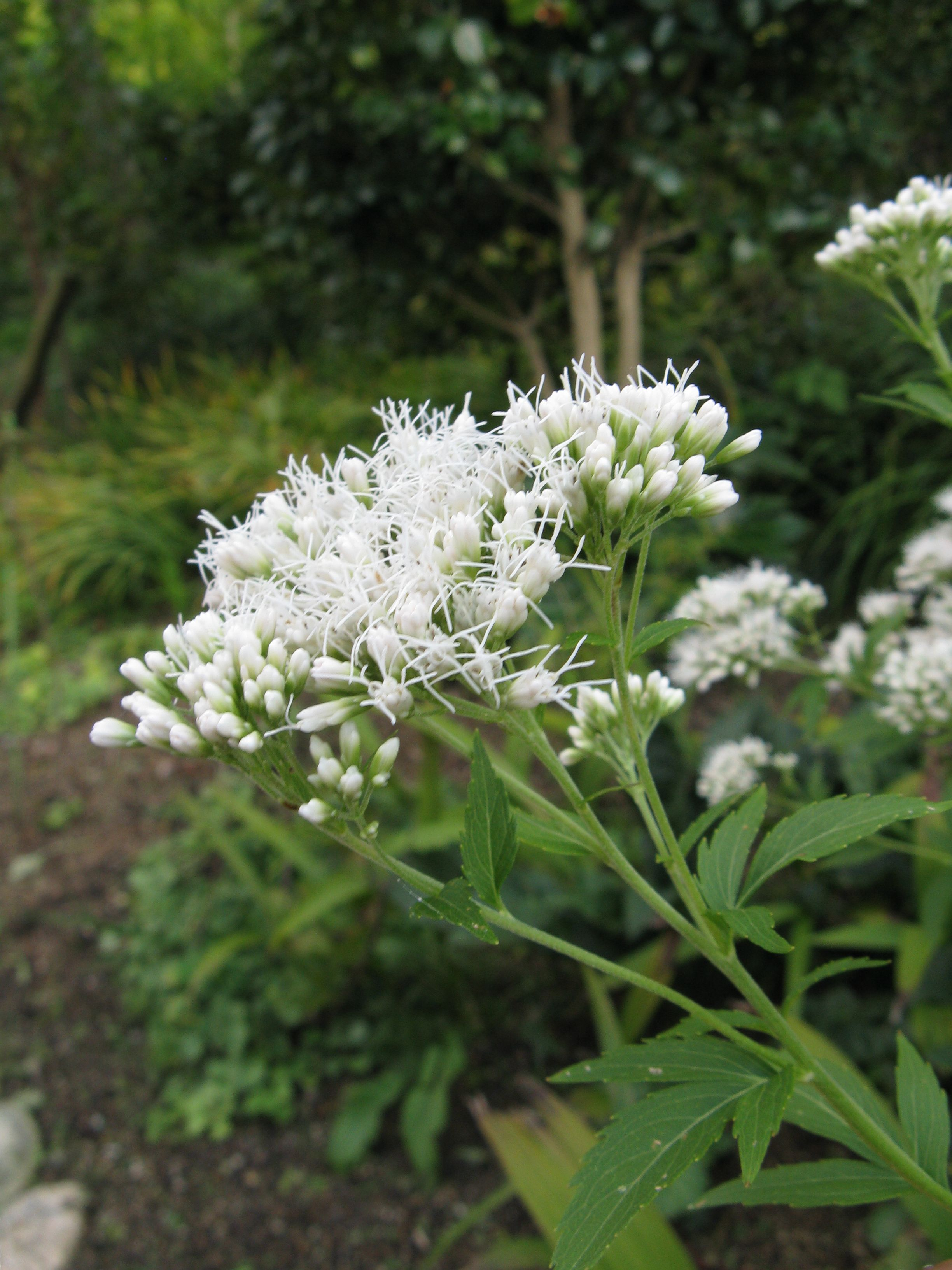
Eupatorium japonicum

- Eupatorium japonicum Thunb. ex Murray, 1784

## K
- Eupatorium kiirunense (Kitam.) C.H.Ou & S.W.Chung, 1998
- Eupatorium kingii Cabrera, 1989
- Eupatorium kupperi Suess., 1942

## L
- Eupatorium laevigatum Griseb.
- Eupatorium lancifolium (Torr. & A.Gray) Small, 1903
- Eupatorium larcheanum Urb., 1921
- Eupatorium leptophyllum DC., 1836
- Eupatorium leucolepis (DC.) Torr. & A.Gray, 1841
- Eupatorium ligustrinum DC., 1836
- Eupatorium lindleyanum DC., 1836
- Eupatorium lineatum Sch.Bip. ex Baker, 1876
- Eupatorium littorale Alain, 1960
- Eupatorium luchuense Nakai, 1916
- Eupatorium lymansmithii (B.L.Rob.) Steyerm., 1953

## M

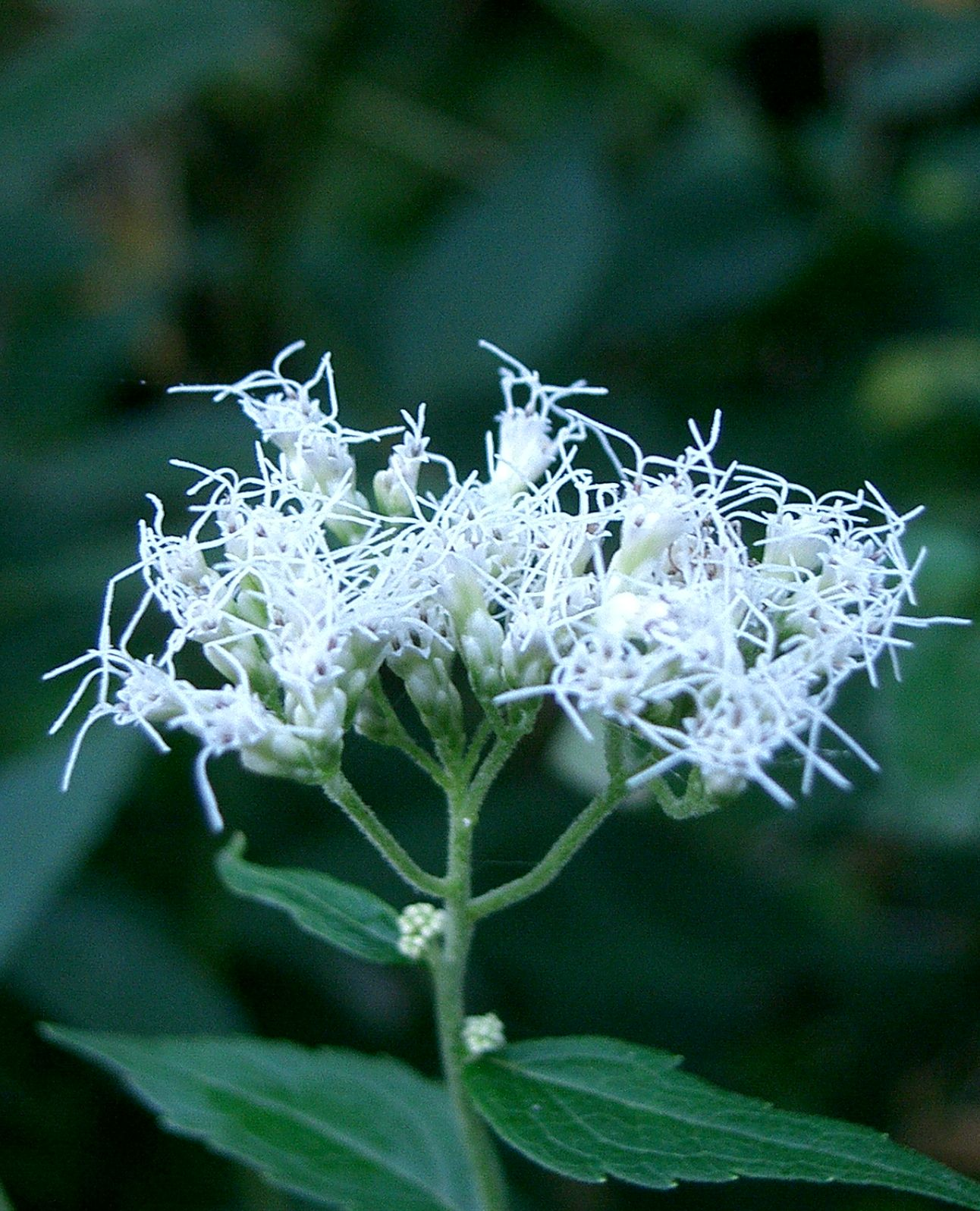
Eupatorium makinoi

- Eupatorium macrochaetum Urb. & Ekman
- Eupatorium maculatum L., 1755
- Eupatorium makinoi T. Kawahara & T. Yahara, 1995
- Eupatorium maracayuense Chodat, 1903
- Eupatorium marquezianum Gómez de la Maza, 1889
- Eupatorium medullosum Urb., 1903
- Eupatorium mikanioides Chapm., 1860
- Eupatorium mohrii E.L.Greene, 1901
- Eupatorium mornicolum Urb. & Ekman, 1931

## N
- Eupatorium nanchuanense Y.Ling & C.Shih, 1985
- Eupatorium nodiflorum Wall. ex DC., 1836
- Eupatorium novae-angliae (Fernald) V.I.Sullivan ex A.Haines & Sorrie, 2005

## O
- Eupatorium obtusissmum P. DC., 1836
- Eupatorium omeiense Ling & C. Shih, 1985
- Eupatorium orbiculatum DC., 1836
- Eupatorium ostenii B.L.Rob., 1933

## P

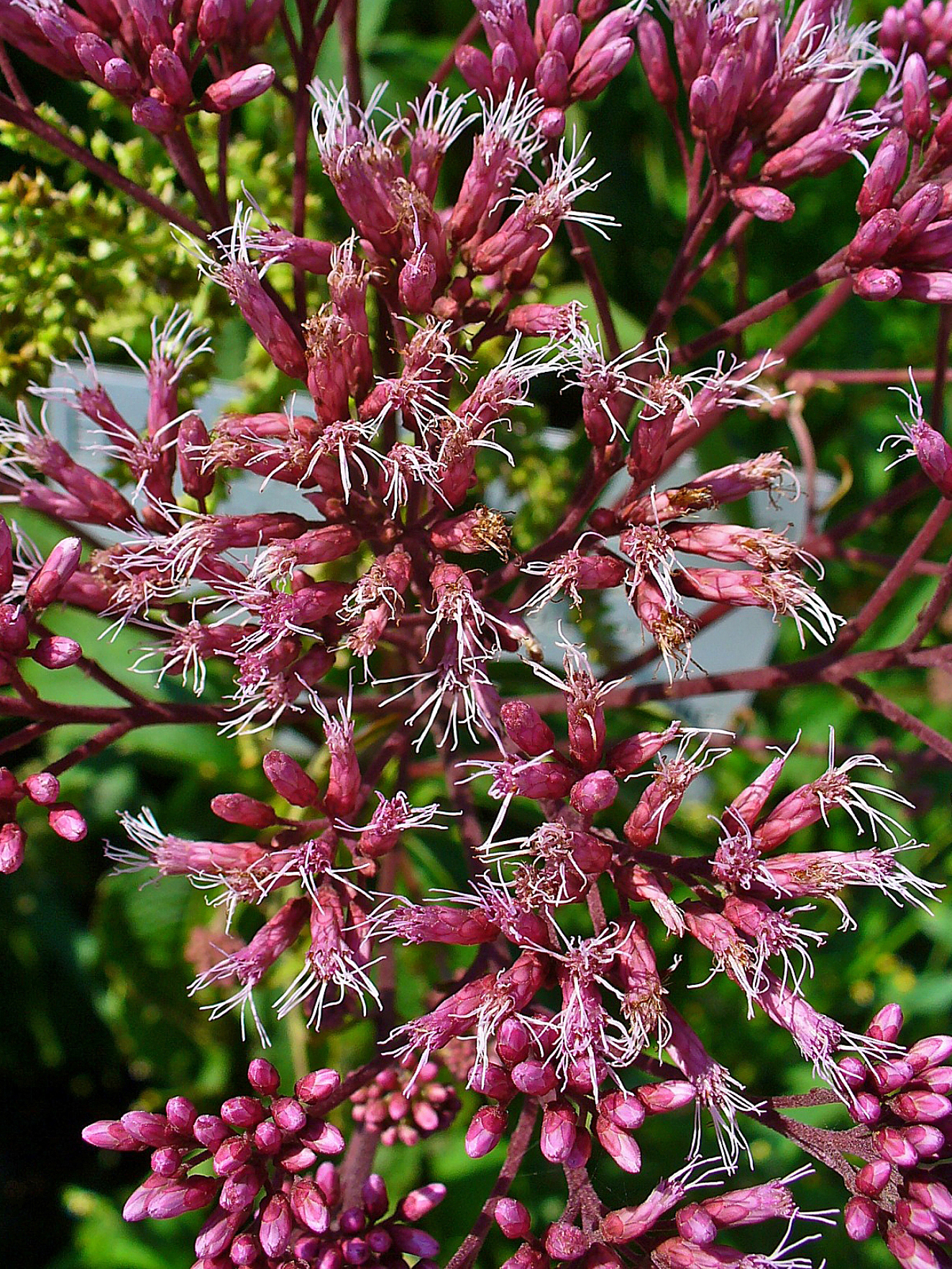
Eupatorium purpureum

- Eupatorium paucicapitulatum Hieron., 1897
- Eupatorium perfoliatum L., 1753
- Eupatorium petiolata Banks & Soland.
- Eupatorium pilosum Walter, 1788
- Eupatorium pinnatifidum Elliott	, 1824
- Eupatorium piptopappum Sch.Bip., 1865
- Eupatorium plebeia Boiss.
- Eupatorium plectranthifolium Benth., 1853
- Eupatorium polycladum Dusén, 1933
- Eupatorium popocatapetlense Schltdl. ex Hemsl., 1881
- Eupatorium purpureum L., 1753

## Q
- Eupatorium quaternum DC., 1836

## R
- Eupatorium ramosissimum Gardner, 1847
- Eupatorium resinosum Torr. ex DC., 1836
- Eupatorium rosengurttii Cabrera, 1989
- Eupatorium rotundifolium L., 1753

## S

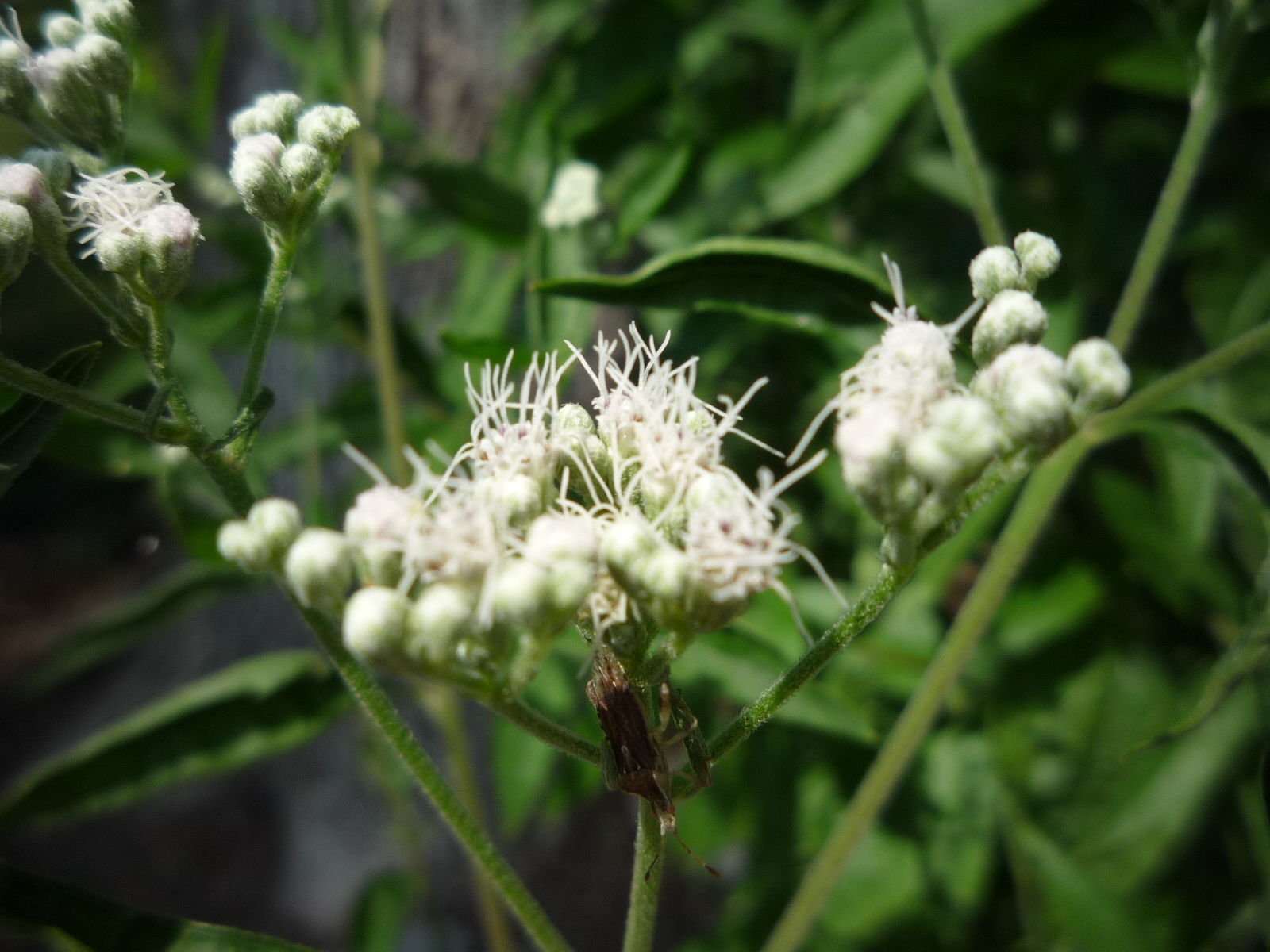
Eupatorium serotinum

- Eupatorium sambucifolium Elmer, 1906
- Eupatorium schininii Cabrera, 1976
- Eupatorium schizanthum Griseb., 1864
- Eupatorium selloi Baker, 1876
- Eupatorium semiserratum DC., 1836
- Eupatorium serotinum Michaux, 1803
- Eupatorium sessilifolium L., 1753
- Eupatorium shimadai Kitam., 1932
- Eupatorium sprengelianum DC., 1836
- Eupatorium squamosum D.Don, 1825
- Eupatorium steetzii B.L.Rob., 1919
- Eupatorium subcordatum Benth., 1853
- Eupatorium suffruticosum Sessé & Moc., 1889

## T
- Eupatorium tanacetifolium Gillies ex Hook. & Arn., 1835
- Eupatorium tashiroi Hayata, 1904
- Eupatorium tawadae Kitam., 1955
- Eupatorium tequendamense Hieron., 1900
- Eupatorium toppingianum Elmer, 1906
- Eupatorium trichospermoides Alain
- Eupatorium tripartitum (Makino) Murata & H.Koyama, 1982

## U
- Eupatorium umbelliforme Dusén, 1933
- Eupatorium urbanii Ekman, 1931

## V
- Eupatorium variabile Makino, 1910
- Eupatorium verticillatum Sessé & Moc., 1889

## Y
- Eupatorium yakushimaense Masam. & Kitam., 1933

## Ibridi interspecifici
- Eupatorium × arakianum Murata & H. Koyama, 1982
- Eupatorium × polyneuron (F.J. Herm.) Wunderlin, 1972
- Eupatorium × tawadae Kitam. ex Masam.